# Phyllanthus urceolatus
Phyllanthus urceolatus är en emblikaväxtart som beskrevs av Henri Ernest Baillon. Phyllanthus urceolatus ingår i släktet Phyllanthus och familjen emblikaväxter. Inga underarter finns listade i Catalogue of Life.